# Daniel Birthelmer
Daniel Birthelmer (Daniel Heinrici) (? – Brassó, 1685. április 22.) polgár.
Brassói polgár volt, 1684. január 11-étől haláláig a város szószólójaként tevékenykedett. Kéziratban Diariumot hagyott hátra, amely Friedrich Teutsch szerint az 1644–1667 éveket foglalja magába, mások szerint az 1680 évig terjed; ennek kivonata, 1646-tól 1661-ig, a brassói iskolai könyvtárban van.